# Dia da Grande Decepção

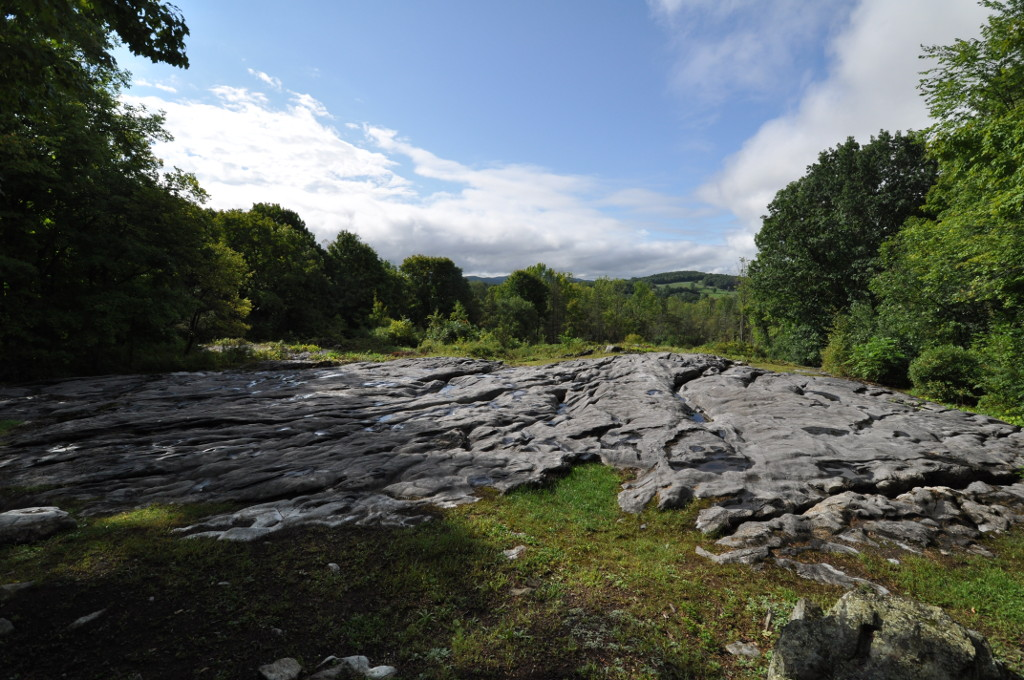
Local histórico da fazenda de William Miller, Hampton, Nova York. Ascension Rock, onde Miller esperou a Segunda Vinda em 1844 que não aconteceu.

O Dia da Grande Decepção ou Dia do Grande Desapontamento, a 22 de outubro de 1844, foi o dia em que religiosos norte americanos inspirados em profecias bíblicas esperaram o retorno de Jesus Cristo. O movimento foi liderado por William Miller. Os remanescentes deste evento mais tarde fundaram diversas denominações adventistas.

## História
Entre 1831 e 1844, William Miller - um fazendeiro e pregador leigo Batista, ex-capitão de exército da guerra de 1812 - após estudar a Bíblia, lançou o grande despertar do segundo advento, o qual eventualmente se espalhou através do mundo cristão nos EUA. Baseado em sua própria interpretação da profecia das 2 300 tardes e manhãs, contida no livro bíblico de Daniel 8:14. Conforme a própria explicação bíblica contida em Ezequiel 4:7 e Números 14:34, profeticamente, um dia (tarde e manhã) é igual a um ano perfazendo 2 300 anos portanto, Miller subtraiu o número 2 300 de 457, visto que em 457 a.C. Esdras chegou a Jerusalém para terminar de reconstruir o templo. E chegou à conclusão que Jesus Cristo retornaria à Terra dentro entre a primavera de 1843 e a primavera de 1844.
O período passou e nada aconteceu. Ele e muitos de seus colaboradores, pastores de várias denominações, voltaram novamente ao estudo da Bíblia para descobrir o erro. Dentre eles Samuel Snow, chegou à conclusão da vinda de Jesus para 22 de outubro de 1844, portanto no outono, no dia 10 do sétimo mês segundo o calendário hebraico, quando ocorria a purificação do santuário, que naquele  ano cairia em 22/10. Quando Jesus não apareceu, os seguidores de Miller experimentaram o que veio a se chamar A Grande Deceção.
A maioria dos milhares que haviam se juntado ao movimento, saiu em profunda e amarga desilusão (cumprindo o que estava profetizado em Apocalipse 10:10–11). Uns poucos, no entanto, voltaram para suas Bíblias para descobrir porque eles tinham sido dececionados. Apesar de não terem visto acontecer nada que desabonasse o cálculo, eles concluíram que a data de 22 de outubro ainda era correta, mas que Miller tinha predito o evento errado para aquele dia.  Verificaram em Daniel 7 que Jesus se dirige ao "ancião de dias" e não à terra entendendo, portanto, que a purificação da Terra (como criam naquela época) na realidade era a purificação do Santuário Celestial, iniciando-se o período do juízo a partir de então Dan. 7:10-13, 1 Pedro 4:17. De acordo com Apocalipse 10:11 a mensagem do juízo (Apocalipse 14:6,7) deveria ser levada a todo o mundo cumprindo-se a ordem de Jesus (Mateus 24:14). Mais tarde realizaram a conferência de Albany em 1845, onde 61 delegados compareceram, foi organizada a Associação Milenista Americana (American Millennial Association), que tornou-se na Igreja Evangélica Adventista, ainda praticada nos dias de hoje.
Miller baseou seus estudos da volta de Jesus em 1844 numa crença popular que dizia na época que "a terra era o santuário de Deus". Quando ele interpretou no livro de Daniel "purificação do santuário" concluiu erroneamente que seria a purificação da terra. Após a Deceção alguns poucos reestudaram as profecias e entenderam que o Santuário a que se referia o livro de Daniel era o Santuário Celestial. Com outros demais estudos bíblicos é que em 1863 originou-se a Igreja  Adventista do Sétimo Dia e também outros grupos.
Então do pequeno grupo que se recusou a desistir depois da grande deceção surgiram vários líderes que construíram a base do que viria a ser a Igreja Cristã do Advento, a Igreja Adventista do Sétimo Dia e o movimento dos Estudantes da Bíblia entre outros.
A religião Baha'í acredita que a predição de Miller estava correta, só que se referia à manifestação da Revelação do Báb - o início da Era Bahá´í, em 1844.